# 转斗镇
转斗镇，原为转斗乡，是中华人民共和国四川省广元市朝天区曾经下辖的一个镇。2019年12月，撤销转斗镇，将其所属行政区域划归中子镇管辖。

## 行政区划
转斗镇撤销前下辖以下地区：
黎明村、校场村、蒿地村、转北村、转南村和大坪村。